# Veritas Meteor
Chronologie des modèles
Aucun Aucun
La Veritas Meteor est une monoplace de Formule 2 qui participa à six Grands Prix entre 1951 et 1953.